# Liste der Senatoren der Vereinigten Staaten aus Washington
Die Liste der Senatoren der Vereinigten Staaten aus Washington führt alle Personen auf, die jemals für diesen Bundesstaat dem US-Senat angehört haben, nach den Senatsklassen sortiert. Dabei zeigt eine Klasse, wann dieser Senator wiedergewählt wird. Die Wahlen der Senatoren der class 1 fanden 2024 statt, die Senatoren der class 3 wurden zuletzt im November 2022 gewählt.

## Klasse 1

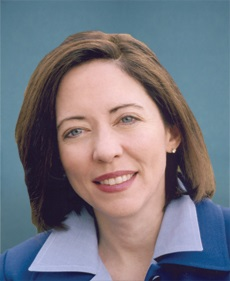
Maria Cantwell

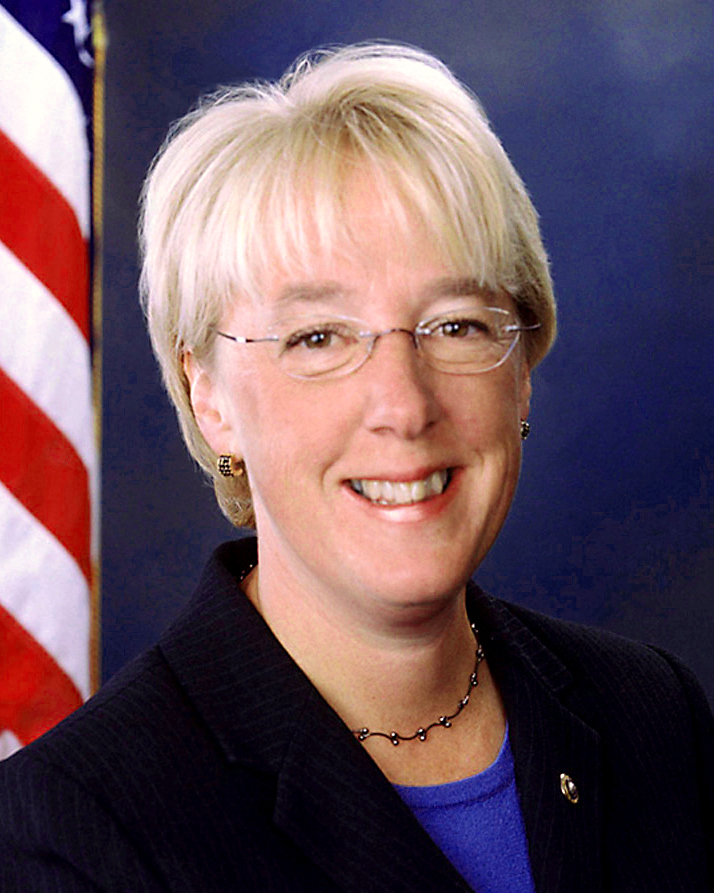
Patty Murray

Washington ist seit dem 11. November 1889 US-Bundesstaat und hatte bislang 14 Senatoren der class 1 im Kongress.
| Name                       | Amtszeit  | Partei       | Lebensdaten                           |
| -------------------------- | --------- | ------------ | ------------------------------------- |
| John Beard Allen           | 1889–1893 | Republikaner | 18. Mai 1845 – 28. Januar 1903        |
| vakant                     |           |              |                                       |
| John Lockwood Wilson       | 1895–1899 | Republikaner | 7. August 1850 – 6. November 1912     |
| Addison Gardner Foster     | 1899–1905 | Republikaner | 28. Januar 1837 – 16. Januar 1917     |
| Samuel Henry Piles         | 1905–1911 | Republikaner | 28. Dezember 1858 – 11. März 1940     |
| Miles Poindexter           | 1911–1923 | Republikaner | 22. April 1868 – 21. September 1946   |
| Clarence Cleveland Dill    | 1923–1935 | Demokrat     | 21. September 1884 – 14. Januar 1978  |
| Lewis Baxter Schwellenbach | 1935–1940 | Demokrat     | 20. September 1894 – 10. Juni 1948    |
| Monrad Charles Wallgren    | 1940–1945 | Demokrat     | 17. April 1891 – 18. September 1961   |
| Hugh Burnton Mitchell      | 1945–1946 | Demokrat     | 22. März 1907 – 10. Juni 1996         |
| Harry Pulliam Cain         | 1946–1953 | Republikaner | 10. Januar 1906 – 3. März 1979        |
| Henry Martin Jackson       | 1953–1983 | Demokrat     | 31. Mai 1912 – 1. September 1983      |
| Daniel Jackson Evans       | 1983–1989 | Republikaner | 16. Oktober 1925 – 20. September 2024 |
| Thomas Slade Gorton        | 1989–2001 | Republikaner | 8. Januar 1928 – 19. August 2020      |
| Maria Ellen Cantwell       | seit 2001 | Demokrat     | * 13. Oktober 1958                    |

## Klasse 3
Washington stellte bis heute 10 Senatoren der class 3.
| Name                   | Amtszeit  | Partei       | Lebensdaten                          |
| ---------------------- | --------- | ------------ | ------------------------------------ |
| Watson Carvosso Squire | 1889–1897 | Republikaner | 18. Mai 1838 – 7. Juni 1926          |
| George Turner          | 1897–1903 | Demokrat     | 25. Februar 1850 – 26. Januar 1932   |
| Levi Ankeny            | 1903–1909 | Republikaner | 1. August 1844 – 29. März 1921       |
| Wesley Livsey Jones    | 1909–1932 | Republikaner | 9. Oktober 1863 – 19. November 1932  |
| Elijah Sherman Grammer | 1932–1933 | Republikaner | 3. April 1868 – 19. November 1936    |
| Homer Truett Bone      | 1933–1944 | Demokrat     | 25. Januar 1883 – 11. März 1970      |
| Warren Grant Magnuson  | 1944–1981 | Demokrat     | 12. April 1905 – 20. Mai 1989        |
| Thomas Slade Gorton    | 1981–1987 | Republikaner | 8. Januar 1928 – 19. August 2020     |
| Brockman Adams         | 1987–1993 | Demokrat     | 13. Januar 1927 – 10. September 2004 |
| Patricia Lynn Murray   | seit 1993 | Demokrat     | * 11. Oktober 1950                   |